# Turbinidae
Turbinidae, ou caracóis turbante, são uma família de pequenos a grandes búzios. Os membros da família Turbinidae apresentam um grosso operculum calcário o que os permite distinguir da família Trochidae.

## Géneros

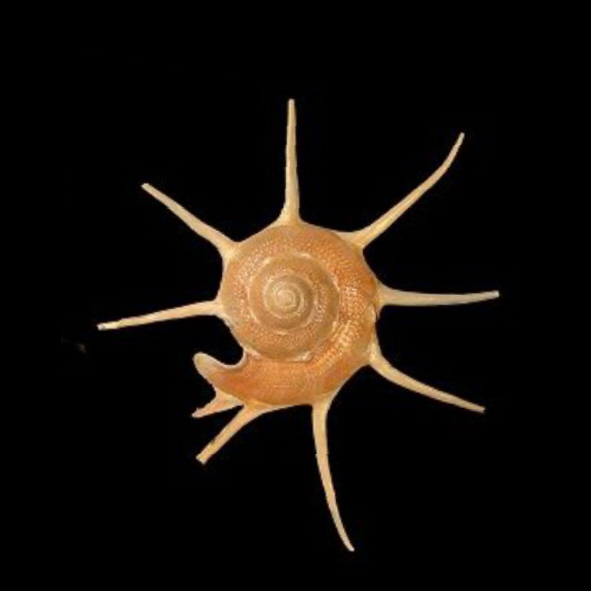
A concha de Guildfordia yoka, um turbinídeo de águas profundas.

A família Turbinidae inclui os seguintes géneros:
Turbininae
- Turbo Linnaeus, 1758 - type genus
- Astraea Röding, 1798
- Astralium Link, 1807
- Bellastraea Iredale, 1924
- Bolma Risso, 1826
- Cookia Lesson, 1832
- Guildfordia Gray, 1850
- Lithopoma Gray, 1850
- Lunella Röding, 1798
- Micrastraea Cotton, 1939
- Modelia Gray, 1850
- Pomaulax Gray, 1850

Skeneinae
- Akritogyra Warén, 1992
- Anekes Bouchet & Warén, 1979
- Bruceiella Warén & Bouchet, 1993
- Callomphala A. Adams & Angas, 1864
- Cirsonella Angas, 1877 - synonym: Tharsiella Bush, 1897
- Dasyskenea Fasulo & Cretella, 2003
- Didianema Woodring, 1928
- Dikoleps Hoisaeter, 1968
- Dillwynella Dall, 1889[3]
- Eudaronia Cotton, 1945
- Fucaria Warén & Bouchet, 1993
- Ganesa Jeffreys, 1883
- Granigyra Dall, 1889
- Haplocochlias Carpenter, 1864
- Iheyaspira Okutani, Sasaki & Tsuchida, 2000
- Leucorhynchia Crosse, 1867
- Lissomphalia Warén, 1992
- Lissospira Bush, 1897
- Lissotesta Iredale, 1915
- Lodderena Iredale, 1924
- Lopheliella Hoffman, van Heugten & Lavaleye, 2008
- Mikro Warén, 1996
- Moelleriopsis Bush, 1897
- Notosetia Iredale, 1915
- Palazzia Warén, 1991
- Parviturbo Pilsbry & McGinty, 1945
- Protolira Warén & Bouchet, 1993
- Pseudorbis Monterosato, 1884
- Retigyra Warén, 1989
- Skenea Fleming, 1825 - type genus
- Skeneoides Warén, 1992
- Tharsis Jeffreys, 1883[4]
- Trenchia Knudsen, 1964
- Xyloskenea Marshall, 1988

Estudos moleculares recentes sugerem que alguns dos géneros incluídos em Skeneinae provavelmente pertencem a outras famílias, pelo que esta lista deve ser encarda como provisória
Margaritinae
- Antimargarita Powell, 1951
- Callogaza Dall, 1881
- Gaza Watson, 1879
- Kaiparathina Laws, 1941
- Margarites Gray, 1847[7]

Tegulinae
- Chlorostoma
- Cittarium Philippi, 1847
- Norrisia Bayle, 1880
- Omphalius
- Tectus Montfort, 1810
- Tegula Lesson, 1835

Prisogasterinae
- Prisogaster[9]

Moelleriinae
- Moelleria Jeffreys, 1865[10]